# 坎寧 (澳大利亞國會選區)
坎寧選區（英語：Division of Canning），是澳大利亞西澳大利亞州的下議院選區，位於該州首府珀斯東南郊。面積6,178平方公里。
選區始於1949年，名字是來自20世紀初的測量員阿爾佛雷德·坎寧。本區1983年起是工黨和自由黨競爭的選區，此前是澳大利亞國家黨和自由黨之爭。自2004年至2015年當區議員是自由黨的唐納德·蘭道爾，在2015年坎寧選區補選中，安德魯·哈斯提接替這個選區的席位。